# Jan Tollius
Jan Tollius, ook Joannes Tollius of Tollio (Amersfoort, ca. 1550 - Kopenhagen, ca. 1620) was een Nederlands componist. Hij werd als Jan Tol geboren in Amersfoort, waarschijnlijk als jongste zoon in een welgesteld gezin met 8 kinderen. Zijn vader Jan, chirurgijn, en moeder Anna woonden in de Langestraat.

## Leven
Tollius werd op jeugdige leeftijd benoemd tot muziekleider en kapelmeester van de Onze-Lieve-Vrouwekapel in Amersfoort, maar verliet die uit geloofsoverwegingen. Amersfoort sloot zich in 1579 aan bij de Opstand. Tollius verloor daardoor zijn baan en vertrok naar Italië. Nadat hij toegetreden was tot de orde der franciscanen, werd hij eerst onder de gelatiniseerde naam Joannes Tollius kapelmeester in Rieti (1583) en later in Assisi (1584). In 1586 werd hij koorzanger in Rome. In 1588 werd hij lid van de kapel van de bisschop van Padua. Van 1601 tot 1603 was hij een uitzonderlijk goed betaalde zanger in de hofkapel van Christiaan IV te Kopenhagen. Hij overleed tussen 20 oktober 1619 en 13 april 1620. De laatste jaren van zijn leven trad hij regelmatig op als hypotheekverstrekker op woonhuizen in Amersfoort. Waarschijnlijk woonde hij in die jaren in Kopenhagen.
"Een goede katholiek, maar heel onstuimig", zo omschreef de bisschop van Assisi de Nederlandse componist. Hij werd franciscaan, uit de orde gezet en er terug in opgenomen, beschuldigd van ketterij en het voeren van straatgevechten.

## Werken
Het van Tollius bewaard gebleven oeuvre, twee bundels vijfstemmige motetten (1591) en een bundel zesstemmige madrigalen (1597), bewijst dat hij de oude Nederlandse tradities verliet en invloeden verwerkte van de vroege barok. In zijn te Venetië uitgegeven bundels noemt hij zich Belga, naar Belgica of Belgium, Latijnse namen van de toenmalige Nederlanden.
Tollius’ madrigalen zijn al even explosief als de componist zelf. Door hun progressieve schrijfwijze zijn ze de ware voorafschaduwing van de vroege barok.
Het eerste boek vijfstemmige motetten uit 1591 bevat een in emotionele bewoordingen gestelde opdracht aan de Musici van Amersfoort. In 1597 draagt Tollius zijn bundel zesstemmige madrigalen op aan de leden van het waarschijnlijk door Jan Pieterszoon Sweelinck geleide Collegium Musicum van Amsterdam. Vermoedelijk droeg het Collegium bij in de kosten van de uitgave. Een persoonlijke relatie is voorts die met Eric van der Putte (Erycius Puteanus). Deze beroemde Nederlandse geleerde, die in 1599 een muziektractaat had gepubliceerd, leerde Tollius tijdens een bezoek aan Padua kennen. Aan het slot van een brief vanuit Milaan gericht aan Lorenzo Pignorio te Padua, verzoekt hij de adressant zijn landgenoot namens hem te groeten. Hier wordt Tollius beschreven als "een man met een voortreffelijk karakter en op het gebied der muziek, een kunst die ik bemin, uitmuntend".
Het meest welsprekend getuigenis voor de band die de componist met zijn vaderland onderhield, is evenwel van muzikale aard: een Nederlands kerstlied dat in de tweede bundel driestemmige motetten, de Moduli trium vocum e scacris bibliis plerique ommes desumpti, uitgegeven te Heidelberg, bij H. Commelin uit 1597, is opgenomen, met name:
| Met vlijt aensijt, weest verblijt met jolijt |
| --- |
| Met vlijt aensijt, weest verblijt met jolijt Ghij Chrijsten een paer. Hij is ghebenedijt, die ons heeft bevrijt om nijt Vander helsche schar. Chrijstus uut sijns Vader scoet ghedaelt Is als een kijnt gheboren, Heeft thelsche serpent vermaelt En verlost sijn uutvercoren. Noet blijder maer, verheuecht ghij Chrijsten scaer Openbaer int soete niewe jaer. |

Wellicht heeft de componist een dergelijk werk opgenomen als een hulde aan zijn herkomst, als het ware een toelichting bij de aanduiding Belga en Amorfortius (uit Amersfoort). Om dezelfde reden heeft denkelijk ook Jacob Regnart op het titelblad van zijn muziekbundel van 1580 te midden van Duitse liederen ook een Niderlendisch Lied ("Jan mine man") opgenomen.

## Stichting Joannes Tollius
Tussen 1979 en 2002 was de Stichting Joannes Tollius d’Amorforte actief, voortgekomen uit Stichting Amersfoortse Kantorij en werkgroep. Zij werd in 1976 opgericht met als doelstelling de werken van deze componist te promoten (bijvoorbeeld door uitvoeringen), kennis over oude muziek (in en om Amersfoort) te verdiepen. Onder oude muziek werd begrepen muziek uit de middeleeuwen, renaissance en barok. De stichting haalde haar piek in 1984/1985 met het 725-jarig bestaan van Amersfoort, Europees Jaar van de Muziek en de uitvoering van het oratorium De vloed in klank van Wim Franken.
- Bibliothèque nationale de France: cb13957759f (data)
- Gemeinsame Normdatei: 102419868
- International Standard Name Identifier: 0000 0000 3251 4656
- Library of Congress Control Number: n89645940
- MusicBrainz: 23defa0e-b71b-44b1-9892-1aec31f08318
- Réseau des bibliothèques de Suisse occidentale: 02-A012958850
- Système universitaire de documentation: 164258469
- Virtual International Authority File: 10040044
- WorldCat: E39PBJt8mWpTGqV36xppVHpkjC